# Отпуск по беременности и родам
Отпуск по беременности и родам, «декретный» или материнский отпуск (англ. maternity leave), — период времени, когда работающий человек освобождается от работы для подготовки к родам, восстановления работоспособности и ухода за новорождённым ребёнком. Во многих странах за этот период человеку полагается пособие в размере полной заработной платы.

## Исторические сведения

### Предыстория
На рубеже XIX—XX веков обязанность содержать женщину и детей возлагалась на мужа, причём в отношении незаконнорожденных детей назначение содержания отдавалось на усмотрение судьи, оценивавшего репутацию женщины. Как правило, женщины с детьми не работали и при потере кормильца оказывались в тяжёлой материальной ситуации.
В конце XIX века, после промышленной революции, женщины стали чаще работать вне дома. В 1877 году в Швейцарии женщинам установили запрет работы на производстве за две недели до родов и на протяжении шести недель после них. За последующие 10 лет схожие законы были приняты в других европейских странах, в частности в Швеции, Германии, Норвегии и Австро-Венгрии.
Первоначально эти законы предполагали полный запрет на труд беременных женщин, но впоследствии политика занятости была пересмотрена, чтобы сохранять рабочее место и доход женщин в период их отсутствия на рынке труда, что привело к возникновению материнских отпусков.

### В советской России и СССР
В первые месяцы советской власти отпуск по беременности и родам был установлен декретом ВЦИК от 22 декабря 1917 года «О страховании на случай болезни». Правовой акт предусматривал денежное пособие по случаю родов, которое устанавливалось в размере полного заработка участницы больничной кассы. По постановлению делегатского собрания предоставлялось право увеличить размер пособия до полуторного заработка участницы.
Пособие выдавалось в течение восьми недель до родов и восьми недель после родов. В течение этого времени работодателю запрещалось допускать женщин к работе, то есть продолжительность отпуска составляла 112 дней. Работнице, кормящей грудью ребёнка, был установлен перерыв через каждые 3 часа, не менее 30 минут. Для кормления отводились особые помещения (ясли). Рабочий день для кормящей матери (в течение 9 месяцев после родов) был сокращён до 6 часов в день.
В РСФСР с 15 ноября 1922 года начал действовать новый Кодекс законов о труде. Женщины, занятые физическим трудом, освобождались от работы в течение 8 недель до и 8 недель после родов, а занятые конторским и умственным трудом - в течение 6 недель до и 6 недель после родов. Список профессий конторского и умственного труда, срок отпуска которых составлял в 8 недель до и 8 недель после родов, издавался Народным комиссариатом труда.
С 17 февраля 1935 года женщинам-колхозницам предоставлялся отпуск по беременности и родам продолжительностью в 60 календарных дней (30 дней до родов и 30 дней после родов) с сохранением за ними содержания за эти 2 месяца в половинном размере средней выработки ими трудодней. Общее собрание колхозников могло сделать отпуск больше, чем он был предусмотрен примерным Уставом сельскохозяйственной артели от 17 февраля 1935 года.
С 1 января 1939 года отпуск по беременности и родам работницам и женщинам-служащим был сокращён со 112 до 63 календарных дней (35 дней до родов и 28 дней после родов). Предоставлялся тем, кто проработал без перерыва в данном предприятии (учреждении) не менее 7 месяцев.
С 8 июля 1944 года отпуск по беременности и родам работницам и женщинам-служащим был увеличен с 63 до 77 календарных дней (35 дней до родов и 42 дня после родов). В случае ненормальных родов или рождения двойни, отпуск составил — 91 день (35 дней до родов и 56 дней после родов). С четырёх месяцев беременности женщин перестали привлекать к сверхурочным работам на предприятиях и в учреждениях, а женщин, имеющих грудных детей, — к работам в ночное время на период кормления ребёнка.
С 1 апреля 1956 года женщинам-работницам и служащим отпуск по беременности и родам был увеличен с 77 до 112 календарных дней (56 дней до родов и 56 дней после родов), при осложнённых родах или рождения двух и более детей — 126 дней (56 дней до родов и 70 после родов).
С 1 января 1965 года женщинам-членам колхозов была установлена аналогичная продолжительность отпуска.
С 13 октября 1956 года женщинам было предоставлено право на дополнительный отпуск без сохранения заработной платы сроком до 3 месяцев после отпуска по беременности и родам, включавшийся в общий и непрерывный трудовой стаж. За женщинами, оставившими работу в связи с рождением ребёнка, сохранялся непрерывный трудовой стаж, если они поступили на работу не позднее 1 года со дня рождения ребёнка, без включения в этих случаях в трудовой стаж времени перерыва в работе.
С 1 января 1957 года для женщин-работниц, служащих, в том числе и не состоящими членами профсоюза, отменялось требование наличие трёхмесячного стажа для получения пособия по беременности и родам.
С 1 января 1969 года женщинам, имеющим грудных детей, по их просьбе, кроме отпуска по беременности и родам, был предоставлен дополнительный отпуск без сохранения заработной платы до достижения ребёнком возраста 1 года.
Для облегчения положения работающих женщин советское государство начало развивать сеть финансируемых из общественных фондов потребления детских дошкольных учреждений, в том числе находившихся при производстве.
Только после Второй мировой войны отпуск по беременности и родам был прописан на международном уровне: в Конвенции об охране материнства, принятой 28 июня 1952 года на генеральной конференции Международной организации труда, проходившей в Женеве.
Постановлением от 22 января 1981 года Совет Министров СССР ввёл для работающих матерей, в том числе для женщин-колхозниц, имеющих общий трудовой стаж не менее одного года, а также для женщин, обучающихся с отрывом от производства, частично оплачиваемый отпуск по уходу за ребёнком до достижения им возраста 1 года и дополнительный отпуск без сохранения заработной платы до 1,5 лет.
В районах Дальнего Востока, Сибири и северных районах страны размер выплат составил 50 рублей, в остальных районах — 35 рублей в месяц. Мероприятие осуществлялось поэтапно по территории страны в течение двух лет, начиная с 1981 с районов Дальнего Востока, Сибири и северных районов.
К районам, в которых выплачивалось пособие в размере 50 рублей, относились: на Дальнем Востоке — Приморский и Хабаровский края, Амурская, Камчатская, Магаданская и Сахалинская области; в Сибири — Якутская, Бурятская и Тувинская АССР, Алтайский и Красноярский края, Кемеровская, Новосибирская, Омская, Томская, Тюменская, Иркутская и Читинская области; в северных районах страны — Карельская АССР и Коми АССР, Архангельская и Мурманская области, а также Вологодская, Новгородская и Псковская области.
С 1 декабря 1989 года дополнительный отпуск без сохранения заработной платы увеличился с 1.5 до 3 лет. Дополнительный отпуск засчитывался в общий и непрерывный стаж, а также в стаж работы по специальности.
С 1 декабря 1990 года отпуск по беременности и родам увеличился со 112 до 126 календарных дней (70 дней до родов и 56 дней после родов), в случаях осложнённых родов или рождения двух и более детей — 140 дней (70 дней до родов и 70 после родов).

## Законодательство в различных странах
В 1991 году в СССР мамам предоставлялся 3-летний (частично оплачиваемый) отпуск по уходу за ребёнком. После распада СССР каждая постсоветская республика установила свои нормы отпусков:
- Украина — 166 дней;
- Белоруссия и Азербайджан — 165;
- Молдова — 158;
- Россия — 140;
- Узбекистан – 126 (до 140 дней в случае тяжёлых родов либо при рождении двух и более младенцев, ст. 404 ТК РУз);
- Армения 114;
- Литва — 106;
- Грузия — 104;
- Латвия — 94;
- Таджикистан — 87;
- Эстония — 82;
- Казахстан и Киргизия — 18;
- Туркменистан — 16[18].

Директива Совета Европы 2010/18/EU — основной документ Европейского союза, регулирующий политику родительских отпусков. В большинстве стран Западной Европы отпуск по беременности и родам доступен только для тех, кто проработал на текущего работодателя не менее установленного периода времени. Иначе это может приводить к убыткам даже при государственных дотациях для работодателей. В некоторых европейских странах (в частности, в Соединённом Королевстве, Хорватии, Болгарии) возможна передача отцу ребёнка части материнского отпуска.

### Австралия
В Австралии неоплачиваемый декретный отпуск с сохранением рабочего места предоставляется одному из родителей, если тот проработал у своего работодателя 12 и более месяцев. Работодатель, в свою очередь, может оплатить часть такого отпуска согласно своим внутренним правилам. Так, распространённой является выплата 2-10 недель полной зарплаты работника, но при этом работодателем могут быть поставлены условия, как то: обязательное возвращение работника на рабочее место после окончания отпуска или выплата части оплаты такого отпуска после возвращения работника на работу. Неоплачиваемый декретный отпуск по согласованию с работодателем может быть продлён ещё на 12 месяцев с сохранением рабочего места. Отпуск может быть взят и вторым родителем при том, что в сумме продолжительность отпусков обоих родителей не превысит 24 месяца и оба родителя не будут находиться в таком отпуске более 8-ми недель одновременно.
Если неоплачиваемый отпуск берет беременная, то он может начаться за 6 недель до рождения ребёнка или ранее по согласованию с работодателем. Если отпуск берётся вторым родителем или в случае усыновления ребёнка, то такой отпуск может начаться в день рождения или появления в семье ребёнка. Распространённой практикой является то, что при хорошем самочувствии женщина не уходит в декретный отпуск до самых родов.
Дополнительно существует государственный оплачиваемый декретный отпуск. Его продолжительность составляет 18 недель, и оплачивается такой отпуск в размере национальной минимальной оплаты труда (719,20 австралийских долларов в неделю в 2018—2019 финансовом году) вне зависимости от размера заработной платы работника до такого отпуска. Существует ряд правил, который определяет возможность получения работником такого оплачиваемого отпуска, но в большинстве случаев достаточно проработать 10 месяцев в течение 13 месяцев до дня появления в семье ребёнка. При этом достаточно работать примерно 1 день в неделю, чтобы такая работа была зачтена.
Также государство предоставляет оплачиваемый отпуск второму родителю. Такой отпуск составляет 2 недели и оплачивается в размере национальной минимальной оплаты труда.
Всё вышеописанное распространяется на любое появление в семье ребёнка: не только на случай рождения, но и на случай усыновления.

### Болгария
В Болгарии матерям предоставляется 45 дней отпуска с 90 % оплатой до родов и до 1 года после родов, после чего матери имеют право ещё на 2 года оплачиваемого отпуска. Работодатель обязан восстановить женщину на том же рабочем месте по возвращении на работу; кроме того, беременные женщины и матери-одиночки не могут быть уволены, не могут работать в ночные смены или сверхурочно.

### Великобритания
В Соединённом Королевстве отпуск по беременности и родам предоставляется для тех, кто проработал на текущего работодателя не менее 26 недель, на каждого ребёнка даётся 6 недель с 90 % оплатой, затем 33 недели с фиксированной ставкой в фунтах 140,98.

### Германия
В Германии отпуск по беременности и родам (нем. Mutterschutz) и пособия по беременности и родам (нем. Mutterschaftsgeld) предоставляются за 6 недель до родов и до 8 недель для ухода за ребёнком после родов.

### Италия
В Италии отпуск по беременности и родам составляет до двух месяцев до наступления родов и три месяца после рождения ребёнка.

### Израиль
В Израиле роженица имеет право на 15-недельный отпуск по беременности, родам и уходу за младенцем, оплачиваемый службой национального страхования, и на дополнительный 11-недельный неоплачиваемый отпуск. Выплата пособия обусловлена поступлением обычных обязательных отчислений (специального страхового налога) с зарплаты или их заменой в течение либо 10 из 14, либо 15 из 22 предшествующих месяцев. Сумма пособия соответствует зарплате за последние три месяца, но не может быть больше, чем максимальная часть заработной платы, с которой нужно платить страховые отчисления по закону (эта сумма превосходит среднюю зарплату по стране более чем в 4 раза, поэтому ограничение является актуальным лишь для малой части рожениц). Определённая законом часть отпуска по уходу может быть передана в пользу отца ребёнка.

### Канада
После улучшения законодательства Канады в 2000 году продолжительность отпуска по беременности и родам составляет 17 недель. Из них системой социального страхования оплачивается только 15 недель (2 недели — так называемый период ожидания, или, фактически, франшиза по страховке). Размер социальных выплат обычно составляет не более 55 % от среднемесячного заработка, рассчитанного исходя из периода работы матери за 52 недели перед подачей заявления на страховые выплаты). Если совокупный доход семьи за предыдущий календарный год не превышает $259’21, семья считается малообеспеченной и размер выплат может быть увеличен до 80 %. В любом случае, размер выплат не может составлять более, чем $501 в неделю. Отпуск по беременности и родам оплачивается только биологическим матерям.
После окончания отпуска по беременности и родам (или одновременно с заявлением на отпуск по беременности и родам) родители могут подать заявление на отпуск по уходу за ребёнком. Продолжительность отпуска, оплачиваемого системой социального страхования, составляет 35 недель. Размер выплаты определяется аналогично отпуску по беременности и родам, с тем отличием, что учитывается размер заработной платы матери или отца. Отпуск по уходу за ребёнком может быть поделён между родителями и предоставляется как биологическим, так и приёмным родителям. Таким образом, общая продолжительность этих отпусков может составить 50 недель. Также необходимо добавить, что в случае плохого самочувствия матери и/или осложнённой беременности предоставляется оплачиваемый отпуск по болезни размером до 15 недель. Однако общая продолжительность оплачиваемых системой социального страхования отпусков в сумме (по болезни плюс по беременности и родам плюс по уходу за ребёнком) составляет не более 52 недель по времени.

### Китай
В КНР размер отпуска по уходу за ребёнком напрямую зависит от возраста будущей матери. Так, женщины после 23 лет уже считаются «возрастными», поэтому отпуск по беременности и родам у них составляет 120 календарных дней. Не достигшим этого возраста полагается лишь 90 дней.
Срок начала отпуска не уточняется, но не ранее седьмого месяца. В случае многоплодных или осложнённых родов отпуск продлевается на 15 суток.
Также полагается отпуск и для будущих отцов, который также зависит от возраста супруги. Длительность — 90 или 120 дней.
На время отпуска и у женщин, и у мужчин зарплата, а также другие выплаты сохраняются на 100 % уровне.

### Россия
Отпуск по беременности и родам в Российской Федерации в быту иногда называется «декретным» из-за его первого упоминания в декрете ВЦИК (1917), который отменён. В России XXI века дефиниции «декретный отпуск» не существует, а имеется статья 255 Трудового кодекса Российской Федерации от 30 декабря 2001 г. № 197-ФЗ.
Право на отпуск по беременности и родам определено в статье 37 Конституции Российской Федерации.
В Российской Федерации основанием для предоставления отпуска по беременности и родам является листок нетрудоспособности, выданный врачом акушером-гинекологом, а при его отсутствии — врачом общей практики или фельдшером. Порядок выдачи листков нетрудоспособности утверждён Приказом Министерства здравоохранения и социального развития РФ от 29 июня 2011 г. № 624н. Выдача листка нетрудоспособности производится в 30 недель беременности (при многоплодной беременности — с 28 недель) единовременно продолжительностью на 140 календарных дней (70 календарных дней до родов и 70 календарных дней после родов) либо на 194 календарных дня (84 календарных дня до родов и 110 календарных дней после родов).
Конкретные положения регулируются статьёй 255 Трудового кодекса Российской Федерации (далее — ТК РФ) «Отпуска по беременности и родам». Согласно этой статье женщинам по их заявлению и на основании выданного в установленном порядке листка нетрудоспособности предоставляются отпуска по беременности и родам продолжительностью 70 (в случае многоплодной беременности — 84) календарных дней до родов и 70 (в случае осложнённых родов — 86, при рождении двух или более детей — 110) календарных дней после родов с выплатой пособия по государственному социальному страхованию в установленном федеральными законами размере.
Отпуск по беременности и родам исчисляется суммарно и предоставляется женщине полностью независимо от числа дней, фактически использованных ею до родов.
После отпуска по беременности и родам согласно статье 256 ТК РФ по заявлению женщины ей предоставляется отпуск по уходу за ребёнком до достижения им возраста трёх лет.
Кроме матери, отпуска по уходу за ребёнком могут быть использованы полностью или по частям также отцом ребёнка, бабушкой, дедом, другим родственником или опекуном, фактически осуществляющим уход за ребёнком.
Выплата пособия по беременности и родам, а также ежемесячного пособия по уходу за ребёнком определяется Федеральным законом от 29 декабря 2006 г. № 255-ФЗ «Об обязательном социальном страховании на случай временной нетрудоспособности и в связи с материнством» и Федеральным законом «О государственных пособиях гражданам, имеющим детей» от 19.05.1995 № 81-ФЗ.

### США
Защита оплаты отпуска по беременности и родам в США развита плохо. Федеральный закон FMLA даёт право сотруднице достаточно крупных и некоторых других учреждений взять неоплачиваемый декретный отпуск длительностью 12 недель, начиная не ранее, чем за 2 недели до предполагаемой даты родов, при условии, что будущая мать проработала в компании больше года. Однако эта норма достаточно сильно может отличаться от штата к штату. Так, например, в Калифорнии при нормальной беременности оплачиваемый декретный отпуск начинается за 4 недели до родов (в случае осложнений срок может быть увеличен до 17 недель оплачиваемого отпуска до родов по показаниям врача) и 6 недель после рождения ребёнка (8 недель при операции кесарева сечения). После окончания отпуска по беременности и родам возможно взять дополнительный оплачиваемый отпуск по уходу за ребёнком длительностью 6 недель и ещё дополнительные 6 недель неоплачиваемого отпуска по желанию, но существует очень много нюансов, которые могут препятствовать этому, начиная от размера оплаты, заканчивая гарантиями сохранения места сотруднику, который планирует такой отпуск взять.

### Украина
На Украине в случае обычных родов без патологий оплачиваемый отпуск составляет 126 календарных дней (70 дней до даты родов и 56 после). В этот период матери выплачивается средний заработок за счет Фонда социального страхования. По истечении 126 дней мать, отец или любой другой ближайший родственник ребёнка имеет право выйти в отпуск по воспитанию ребёнка длительностью до 3 лет. При этом за работником сохраняется рабочее место, но без заработка.

### Финляндия
По финскому законодательству право на декретный отпуск имеет не только мать, но и отец. Десять месяцев он может ухаживать за ребёнком, получая 80 % заработной платы и не рискуя при этом потерять рабочее место.

### Швеция
В Швеции беременная работница имеет право на отпуск продолжительностью не менее 7 недель до предполагаемой даты родов и 7 недель после родов. Родитель, не вынашивавший ребёнка, также имеет право на 10 дней отпуска по случаю рождения или усыновления ребёнка в своей семье.

### Эстония
В Эстонии материнский отпуск по уходу за ребёнком составляет 62 недели (435 дней). Размер пособия исчисляется по средней зарплате за год, предшествовавший выходу в декрет. Если мать до выхода в отпуск не работала, государство платит ей пособие в размере минимальной зарплаты (в 2019 году 540 евро). Верхний предел родительского пособия в три раза превышает средний размер оплаты труда в государстве за прошлый год перед выходом в отпуск. На 2019 год максимальная сумма родительского пособия составляет 3 319,80 евро.
По эстонскому законодательству право на декретный отпуск имеет не только мать, но и отец. С 1 июля 2020 года отцовский отпуск со 100 % оплатой составит 30 дней.